# بخش ویلز، شهرستان گرنزی، اوهایو
بخش ویلز (به انگلیسی: Wills Township) یک منطقهٔ مسکونی در ایالات متحده آمریکا است که در شهرستان گرنزی، اوهایو واقع شده‌است.
 بخش ویلز ۹۴٫۴۵ کیلومتر مربع مساحت و ۱٬۶۱۳ نفر جمعیت دارد و ۲۹۴ متر بالاتر از سطح دریا واقع شده‌است.